# Robat Karim
Robat Karim (persisch رباطكريم) ist die Hauptstadt des Verwaltungsbezirk Robat Karim in der iranischen Provinz Teheran. 2016 hatte die Stadt über 105.000 Einwohner.

## Geschichte
Die Gemeinde Robat Karim wurde 1983 gegründet.

## Lage
Robat Karim liegt auf einem Plateau (wie der größte Teil Irans). Die Stadt liegt 27 km südwestlich von Teheran.

## Klima
Das Klimaklassifizierungssystem von Köppen-Geiger klassifiziert das Klima als semiarides Klima (BSk).